# Trie-sur-Baïse
Trie-sur-Baïse is een gemeente in het Franse departement Hautes-Pyrénées (regio Occitanie). De plaats maakt deel uit van het arrondissement Tarbes. Trie-sur-Baïse telde op 1 januari 2022 993 inwoners.

## Geografie
De oppervlakte van Trie-sur-Baïse bedroeg op 1 januari 2022 11,2 vierkante kilometer; de bevolkingsdichtheid was toen 88,7 inwoners per km².

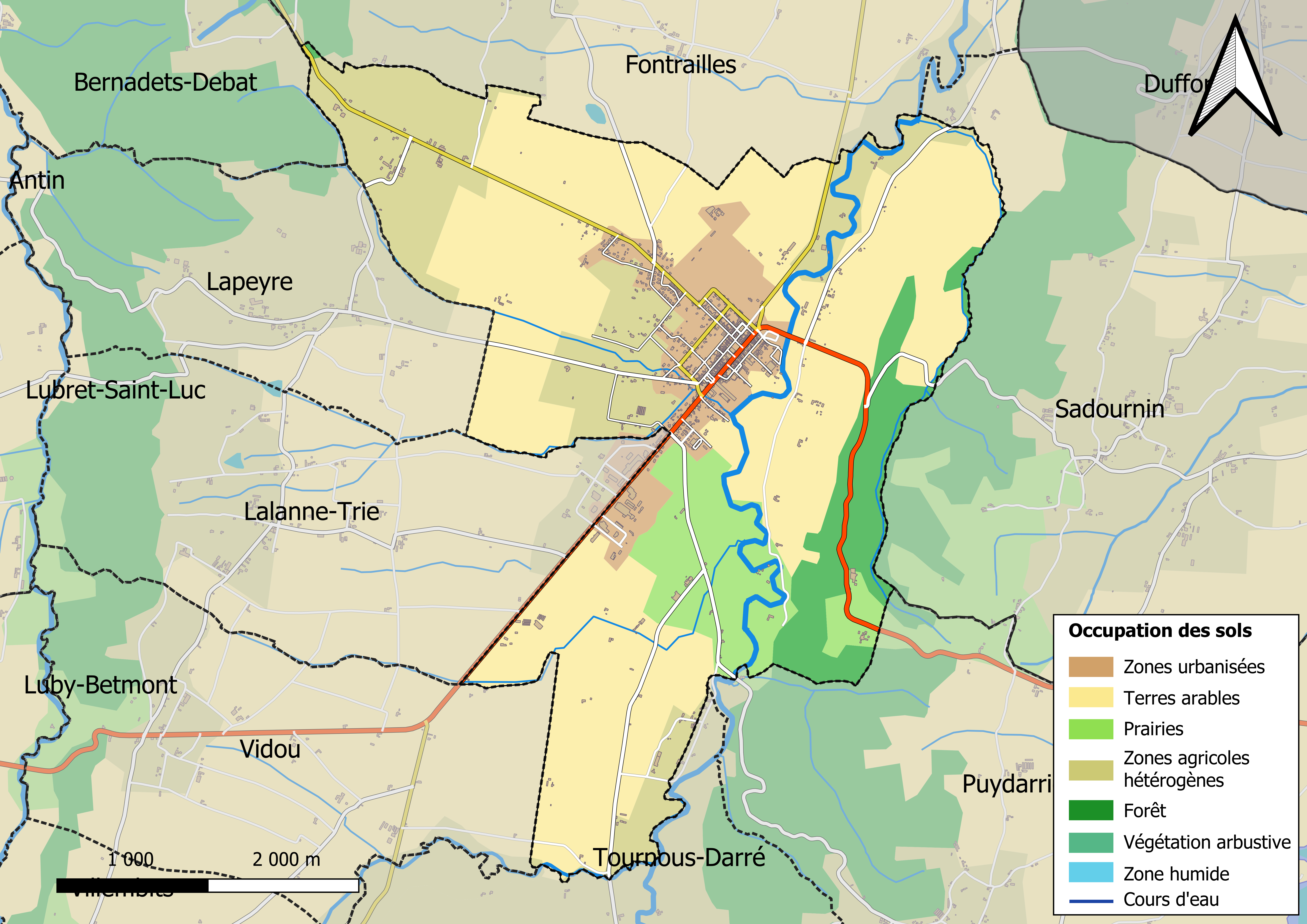
Kaart van de gemeente met belangrijkste infrastructuur, bodemgebruik en omliggende gemeenten

## Demografie
Onderstaande figuur toont het verloop van het inwonertal (bron: INSEE-tellingen).

## Sport
Trie-sur-Baïse is één keer etappeplaats geweest in de wielerkoers Ronde van Frankrijk. In 2018 startte er de door Arnaud Démare gewonnen etappe naar Pau.